# Coccoloba munizii
Coccoloba munizii là một loài thực vật có hoa trong họ Rau răm. Loài này được Borhidi mô tả khoa học đầu tiên năm 1975 publ. 1976.